# فاینال فانتزی ۳
فاینال فانتزی ۳ (به ژاپنی: ファイナルファンタジーIII، تلفظ:Fainaru Fantajī Surī) یک بازی ویدئویی در سبک نقش‌آفرینی و سومین قسمت از مجموعه بازی‌های فاینال فانتزی است که در سال ۱۹۹۰ توسط اسکوئر (اسکوئر انیکس کنونی) برای سیستم سرگرمی نینتندو منتشر شد و سپس در سال ۲۰۰۶ نسخه نینتندو دی‌اس آن بازسازی شد.